# Santa Fe del Rio
Santa Fe del Rio est une ville de l'État de Michoacán, au Mexique. Elle fait partie de la municipalité de Penjamillo (en) et a été fondée par Vasco de Quiroga.